# John Hotham (9e baronnet)
John Hotham, 9e baronnet (1734-1795), est un baronnet anglais et un membre du clergé anglican. Il sert dans l'Église d'Irlande en tant qu'évêque d'Ossory de 1779 à 1782 et évêque de Clogher de 1782 à 1795. 

## Biographie
Membre de la famille Hotham, il est né en février ou le 16 mars 1734, fils de Beaumont Hotham 7e baronnet. Après ses études à la Westminster School et au Trinity College, à Cambridge, il est vicaire de St Leonard, Shoreditch et Archdeacon of Middlesex,. Il épouse Susanna Mackworth, fille de Herbert Mackworth et Juliana Digby. 
Il est nommé évêque d'Ossory le 22 octobre 1779 et consacré à la Cathédrale Saint-Patrick de Dublin le 14 novembre 1779, le principal consécrateur est Robert Fowler (archevêque) (en), archevêque de Dublin, avec Charles Jackson, évêque de Kildare et Joseph Bourke (3e comte de Mayo), évêque de Ferns et Leighlin, co-consécrateurs,. Hotham est transféré à l'évêché de Clogher par lettres patentes le 17 mai 1782 et intronisé (par procuration) le 11 juin 1782,. 
À la mort de son frère Charles le 25 janvier 1794, il lui succède comme 9e baronnet Hotham de Scorborough,,. 
Il meurt le 3 novembre 1795, à l'âge de 61 ans, d'un accident vasculaire cérébral paralytique à Bath dans le Somerset. Il est enterré à South Dalton, près de Beverley, dans le Yorkshire de l'Est,. 